# بوغيبوب آند أذرز
بوغيبوب آند أذرز (باليابانية: ブギーポップは笑わない، بالروماجي: Bugīpoppu wa Warawanai) (بالإنجليزية: Boogiepop and Others)‏ هي سلسلة رواية خفيفة من تأليف كوهي كادونو ورسم كوجي أوغاتا، نشرت في عام 1998 من قبل ميديا وركز، إنتجت إلى أنمي تلفزيوني من قبل استوديو مادهاوس، عرض الأنمي في 4 يناير عام 2019 واستمر عرضه حتى 29 مارس عام 2019، وتكون من 18 حلقة.

## القصة
تدور أحداث القصة عن كينجي تاكيدا، الذي ينتظر وزميلته الأصغر في المدرسة مياشيتا توكا، لكنها لم تأتي ولم يستطع الأتصال بها. بدأت الشمس تغرب وقرر تاكيدا الرجوع إلى بيته. لكنه يرى رجلا يترنح باكيًا، أدرك تاكيدا ومن حوله فورًا أنّ الرجل ليس طبيعًا وقرروا تجاهله، اقترب شخص قصير وغامض يرتدي قبعة غريبة من ذلك الرجل، وكان ذلك الشخص يملك نفس وجه توكا صديقة كينجي.

## الشخصيات
بوغيبوب (باليابانية: ブギーポップ، بالروماجي: Bugīpoppu)
مؤدية الصوت: آوي يوكي
توكا مياشيتا (باليابانية: 宮下藤花، بالروماجي: Miyashita Tōka)
مؤدية الصوت: آوي يوكي
ناغي كيريما (باليابانية: 霧間凪 Kirima Nagi)
مؤدية الصوت: ساوري أونيشي
كازوكو سويما (باليابانية: 末真和子، بالروماجي: Suema Kazuko)
مؤدية الصوت: رينا كوندو
إيكوزو (باليابانية: エコーズ، بالروماجي: Ekōzu)
مؤدي الصوت: كوكي مياتا
ناوكو كاميكيشيرو (باليابانية: 紙木城直子، بالروماجي: Kamikishiro Naoko)
مؤدية الصوت: أياكا سوا
كي نيتوكي (باليابانية: 新刻敬، بالروماجي: Niitoki Kei)
مؤدية الصوت: شينو شيموجي
كينجي تاكيدا (باليابانية: 竹田啓司، بالروماجي: Takeda Keiji)
مؤدي الصوت: تشياكي كوباياشي
شيرو تاناكا (باليابانية: 田中志郎، بالروماجي: Tanaka Shirō)
مؤدي الصوت: آوي إيتشيكاوا